# دریاچه ثرثار
دریاچه ثَرثار (عربی: بحیرة الثرثار) که به آن وادی ثرثار و گودی ثرثار (عربی: منخفض الثرثار) هم گفته می‌شود بزرگ‌ترین دریاچه عراق است. این دریاچه  با وسعت ۲٬۷۱۰ کیلومتر مربع و در ۱۲۰ کیلومتری شمال بغداد قرار دارد. محل آن در شمال استان انبار و شمال باختری استان تکریت و جنوب شهر سامرا قرار دارد. درازای دریاچه ثرثار ۱۰۰ کیلومتر است.
سرچشمه آب‌های جاری به سوی این دریاچه در کوهستان سنجار در غرب موصل قرار دارد.
محل این دریاچه یکی از بزرگ‌ترین فرورفتگی‌های طبیعی زمین در عراق است و از سال ۱۹۵۶ میلادی با ساخت چند سد از آن برای ذخیره سرریز آب دجله استفاده شده دریاچه ثرثار به شکل کنونی پدید آمد. ساخت چندین سد در مسیر منتهی به دریاچه ثرثار آن را به منبع مهمی برای تأمین آب منطقه تبدیل کرده‌است.
حجم آب این دریاچه بنا به فصل، تغییرات بزرگی را به خود می‌بیند. در جنوب دریاچه شهری به نام ثرثار نیز بنا شده‌است.

## صدامیه ثرثار
در زمان ریاست‌جمهوری صدام حسین منطقه ثرثار از مکان‌های مورد علاقه او برای ماهیگیری بود و به این خاطر کاخی که پس از کاخ صدام در تکریت، مجلل‌ترین و بزرگ‌ترین کاخ وی بود در محلی که صدامیه ثرثار نام گرفت برای او ساخته شد. کار ساخت این کاخ در نوامبر ۱۹۹۳ پایان یافت.
شهر صدامیه ثرثار نیز که ساخت آن یازده ماه به‌درازا کشید شامل ورزشگاه، پارک تفریحی، بیمارستان و خانه‌های جدید می‌شد و تنها وفاداران به رژیم صدام حسین اجازه استفاده از آن را داشتند در این محل ساخته شد.
در این شهر ۶۲۵ خانه و همچنین ویلاهای کنار دریاچه و بلوار کنار آب ساخته شده که تقریباً بر روی هر آجر به‌کار رفته در آن‌ها نام صدام حسین به عربی حک شده‌است. در ورودی شهر تندیس بزرگ برنزی صدام حسین نصب شده‌بود و در چهارراه‌های نیز تندیس‌های مختلفی از او دیده می‌شد.
در آیین گشایش صدامیه ثرثار در ماه مه سال ۱۹۹۹ طه یاسین رمضان، معاون صدام حسین، کلید شهر را که به شکل شمشیری طلایی بزرگی بود به دست صدام داد. پیش از این که تلویزیون عراق این مراسم را در آن روز به طور سراسری پخش کرد بیشتر مردم عراق از ساخت صدامیه ثرثار خبر نداشتند.

## سد ناظم

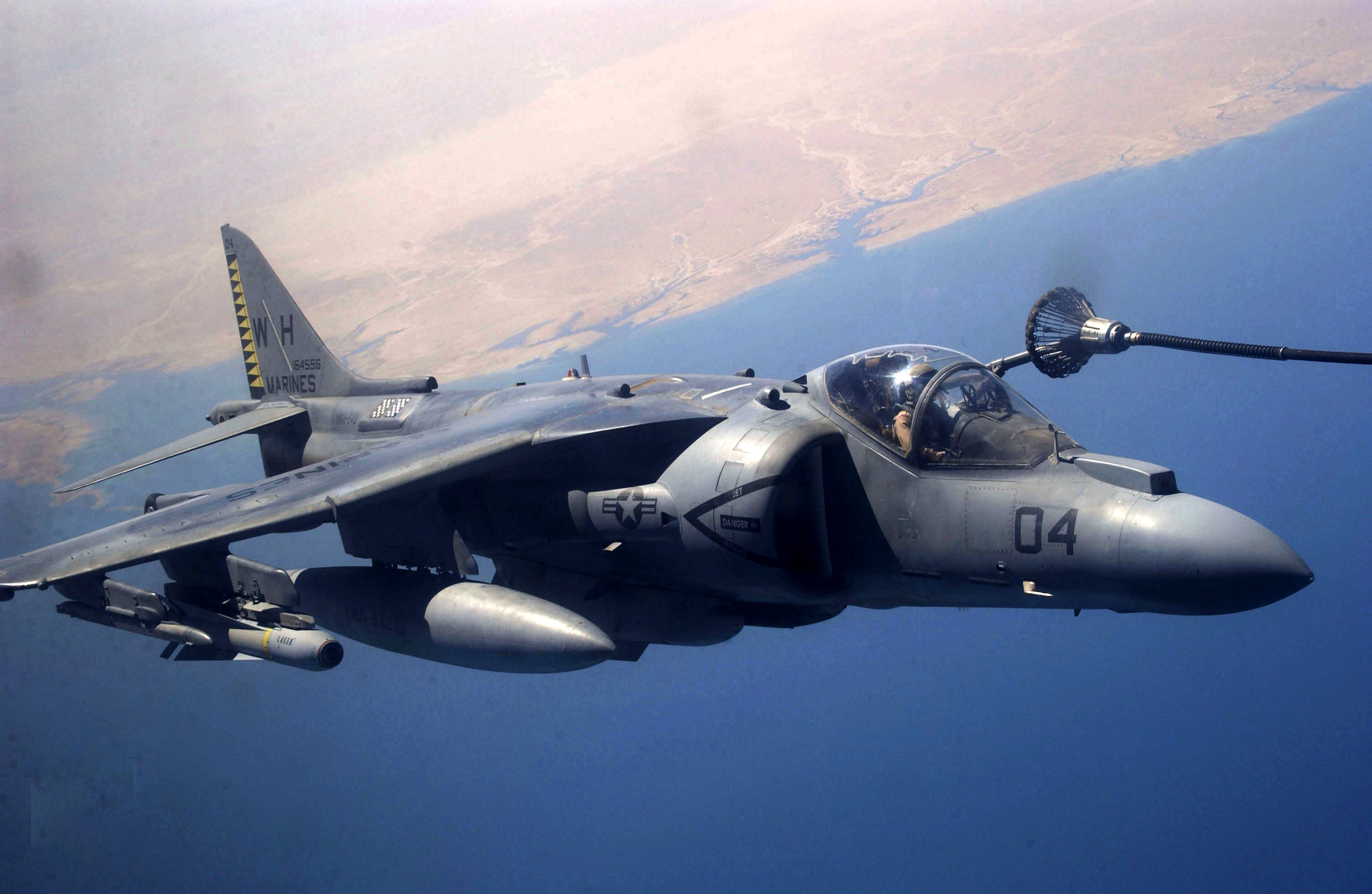
سوختگیری یک جنگنده آمریکایی بر فراز دریاچه ثرثار.

سد ناظم ثرثار از اهمیت راهبردی برخوردار است و در درگیری‌های داخلی عراق، هر طرفی بر این سد داشته باشد می‌تواند اراضی گسترده‌ای را به زیر آب ببرد. دریاچه ثرثار در نزدیکی این سد قرار دارد. این سد ورود و خروج آب را از طریق سی و چهار دریچه خود میان دریاچه ثرثار و دو رودخانه دجله و فرات تنظیم می‌کند. این سد در سال ۱۹۵۶ ساخته شد. طرفی که بر این سد سیطره داشته باشد قادر است آب بخش‌های گسترده‌ای از عراق به ویژه بغداد را قطع کند.
شبه‌نظامیان القاعده در پاییز ۲۰۰۶ پس از آن‌که توسط قبایل محلی از بیشتر مناطق استان انبار بیرون رانده شدند به کناره‌های دریاچه ثرثار پناه آوردند. ایجاد پایگاه القاعده در کنار این دریاچه به آن‌ها اجازه می‌داد تا بتوانند به شهرهای منطقه و به شاهراه بغداد به شمال کشور حمله کنند.
گروه‌های مسلح داعش نیز در سال ۱۳۹۳ خورشیدی تلاش کردند بر این سد سیطره یابند. افراد داعش توانستند وارد سد ناظم ثرثار شوند و بیش از صد نفر از نیروهای ارتش عراق را در این سد به قتل برسانند. شماری از نیروهای ارتش برای بازپس گرفتن این سد تلاش کردند این سد را از داعشی‌ها بازپس گیرند. حملات هوایی ارتش عراق علیه مواضع داعش در این سد نیز افزایش یافت.